# بابلو مارتينيز (لاعب كرة قاعدة)
بابلو مارتينيز (بالإنجليزية: Pablo Martínez)‏ هو لاعب كرة قاعدة دومينيكاوي، ولد في 29 يونيو 1969 في Sabana Grande de Boyá ‏ في جمهورية الدومينيكان.

## وصلات خارجية
- بابلو مارتينيز على موقعبيزبول رفرنس.كوم (الدوري الرئيسي) (الإنجليزية)
- بابلو مارتينيز على موقعبيزبول رفرنس.كوم (الدوري الثانوي) (الإنجليزية)